# 驢頭長頜魚
驢頭長頜魚，為輻鰭魚綱骨舌魚目象鼻魚科長頜魚屬的其中一種。分布於非洲剛果民主共和國的Luapula、Moero河流域，體長可達50公分。